# Sabikui Bisco
Sabikui Bisco (錆喰いビスコ), connu également sous le nom de Rust-Eater Bisco, est une série de light novel écrite par Shinji Cobkubo et illustrée par K Akagishi et mocha. Elle est publiée au Japon depuis mars 2018 à janvier 2025 par ASCII Media Works. Une adaptation manga illustrée par Yūsuke Takahashi, est prépubliée dans le Manga UP! de avril 2019 jusqu'en mars 2021. Une autre série lui fait suite et a été prépubliée de décembre 2021 à octobre 2023, illustrée cette fois-ci par Sō Natsuki. Une adaptation en série télévisée d'animation produite par le studio OZ est diffusée depuis le 11 janvier 2022 sur Tokyo MX au Japon.

## Synopsis
Situé dans un Japon alternatif post-apocalyptique, la terre est ravagée par la rouille, une peste mortelle qui fait rouiller tout ce qu'elle touche, y compris les humains. Ces derniers pensent à tort, qu'elle provient de spores de champignons. Afin de sauver son grand-père de cette maladie, Bisco Akaboshi, un gardien de champignons avec son crabe géant Akutagawa, font équipe avec un jeune médecin du nom de Milo Nekoyanagi pour partir à la recherche du légendaire champignon censé dévorer toutes les formes de rouille « Le dévorouille » ("Sabikui").

## Personnages
Bisco Akaboshi (赤星 ビスコ, Aoi Akaboshi Bisuko)
Voix japonaise : Ryōta Suzuki (en), voix française : Stéphane Marais,
Milo Nekoyanagi (猫柳 ミロ, Nekoyanagi Miro)
Voix japonaise : Natsuki Hanae, voix française : Enzo Ratsito,
Pawoo Nekoyanagi (猫柳 パウー, Nekoyanagi Paū)
Voix japonaise : Reina Kondō (en), voix française : Jennifer Fauveau,
Jabi (ジャビ, Jabi)
Voix japonaise : Shirō Saitō (en), voix française : Philippe Ariotti,
Kurokawa (黒革, Kurokawa)
Voix japonaise : Kenjiro Tsuda (en), voix française : Philippe Roullier,
Tirol Ōchagama (Méduse) (大茶釜 チロル, Ōchagama Chiroru)
Voix japonaise : Miyu Tomita, voix française : Clotilde Verry,

## Light novel
La série est écrite par Shinji Cobkubo et illustrée par K Akagishi et mocha. Au Japon, le premier volume a été publié par ASCII Media Works le 8 mars 2018 sous le label Dengeki Bunko. Le 10 janvier 2025, 10 volumes ont été publiés.

### Liste des volumes
| no | Japonais         | Japonais          |
| no | Date de sortie   | ISBN              |
| -- | ---------------- | ----------------- |
| 1  | 10 mars 2018     | 978-4-04-893616-3 |
| 2  | 10 août 2018     | 978-4-04-893832-7 |
| 3  | 10 janvier 2019  | 978-4-04-912162-9 |
| 4  | 10 juillet 2019  | 978-4-04-912478-1 |
| 5  | 10 décembre 2019 | 978-4-04-912733-1 |
| 6  | 10 juin 2020     | 978-4-04-913186-4 |
| 7  | 10 mars 2021     | 978-4-04-913267-0 |
| 8  | 8 janvier 2022   | 978-4-04-914036-1 |
| 9  | 10 août 2023     | 978-4-04-914037-8 |
| 10 | 10 janvier 2025  | 978-4-04-915069-8 |

## Manga
Un adaptation en manga du light novel avec une première série illustrée par Yūsuke Takahashi est lancée en ligne via le magazine manga en ligne de Square Enix, Manga UP !, depuis le 10 avril 2019. La série s'est terminée le 2 mars 2021. Elle a été rassemblée en quatre volumes en format tankōbon.
Une deuxième série fait suite à la première avec cette fois-ci Sō Natsuki au dessin. Elle a été publiée à partir du 15 décembre 2021 et s'est terminée le 28 octobre 2022. Elle a été rassemblée en trois volumes en format tankōbon et le dernier volume est sorti le 22 décembre 2022.

### Liste des volumes

#### Patie 1
| no | Japonais         | Japonais          |
| no | Date de sortie   | ISBN              |
| -- | ---------------- | ----------------- |
| 1  | 10 décembre 2019 | 978-4-75-756411-4 |
| 2  | 10 juin 2020     | 978-4-75-756725-2 |
| 3  | 10 mars 2021     | 978-4-75-757137-2 |
| 4  | 10 mars 2021     | 978-4-75-757138-9 |

#### Partie 2
| no | Japonais         | Japonais          |
| no | Date de sortie   | ISBN              |
| -- | ---------------- | ----------------- |
| 1  | 7 février 2022   | 978-4-75-757736-7 |
| 2  | 7 juillet 2022   | 978-4-75-758005-3 |
| 3  | 22 décembre 2022 | 978-4-75-758286-6 |

## Anime
Une adaptation en anime est annoncée le 6 mars 2021 pendant le Kadokawa Light Novel Expo 2020 (en). La série est animée par le studio OZ et réalisée par Atsushi Itagaki, avec Sadayuki Murai en tant que scénariste. Ai Asari et Ikariya s'occupant du design des personnages et Takeshi Ueda (en) et Hinako Tsubakiyama composant la musique de la série. La série est diffusée à partir du 11 janvier 2022 sur la chaîne japonaise Tokyo MX puis sur BS11 et ytv. En France, la série est licenciée par Wakanim et Crunchyroll. En plus de la version originale sous-titrée, la série est également doublée en simuldub en français,.
Junna (en) interprète le générique de début intitulé Kaze no Oto Sae Kikoenai, tandis que Ryōta Suzuki (en) et Natsuki Hanae interprètent le générique de fin intitulé Hōkō dans leurs rôles respectifs.

### Liste des épisodes
| No | Titre français                              | Titre japonais   | Titre japonais            | Date de 1re diffusion |
| No | Titre français                              | Kanji            | Rōmaji                    | Date de 1re diffusion |
| -- | ------------------------------------------- | ---------------- | ------------------------- | --------------------- |
| 1  | Celui dont la tête valait 800 000 couronnes | 八十万日貨の男   | Hachijūman Nikka no Otoko | 11 janvier 2022       |
| 2  | L'envol du pleurote                         | エリンギで跳ぶ   | Eringi de Tobu            | 18 janvier 2022       |
| 3  | Équipe                                      | タッグ           | Taggu                     | 25 janvier 2022       |
| 4  | À dos de crabe                              | 蟹に乗る         | Kani ni Noru              | 1er février 2022      |
| 5  | La forteresse des enfants                   | こどもたちの砦   | Kodomo-tachi no Toride    | 8 février 2022        |
| 6  | Compagnons et proie                         | 道連れと獲物     | Michizure to Emono        | 15 février 2022       |
| 7  | Le vol du dévorouille                       | 奪われた錆喰い   | Ubawareta Sabikui         | 22 février 2022       |
| 8  | Piège diabolique                            | 外道の罠         | Gedō no Wana              | 1er mars 2022         |
| 9  | Je t'aime                                   | きみを愛してる   | Kimi o Ai Shiteru         | 8 mars 2022           |
| 10 | Le retour du géant                          | 復活のテツジン   | Fukkatsu no Tetsujin      | 15 mars 2022          |
| 11 | Je suis Bisco !                             | おれがビスコだ！ | Ore ga Bisuko da!         | 22 mars 2022          |
| 12 | Deux arcs !                                 | 弓矢の二人       | Yumiya no Futari          | 29 mars 2022          |

### Annotations
1. ↑  Les titres français de l'adaptation en anime proviennent de Wakanim.

### Œuvres
Édition japonaise
Sabikui Bisco Light novel
1. 1 2 3  (ja) « 錆喰いビスコ（１） », sur dengekibunko (consulté le 27 février 2022)
2. 1 2 3  (ja) « 錆喰いビスコ（１０） », sur dengekibunko (consulté le 27 avril 2025)
3. 1 2  (ja) « 錆喰いビスコ（２） », sur dengekibunko (consulté le 27 février 2022)
4. 1 2  (ja) « 錆喰いビスコ（３） », sur dengekibunko (consulté le 27 février 2022)
5. 1 2  (ja) « 錆喰いビスコ（４） », sur dengekibunko (consulté le 27 février 2022)
6. 1 2  (ja) « 錆喰いビスコ（５） », sur dengekibunko (consulté le 27 février 2022)
7. 1 2  (ja) « 錆喰いビスコ（６） », sur dengekibunko (consulté le 27 février 2022)
8. 1 2  (ja) « 錆喰いビスコ（７） », sur dengekibunko (consulté le 27 février 2022)
9. 1 2  (ja) « 錆喰いビスコ（８） », sur dengekibunko (consulté le 27 février 2022)
10. 1 2  (ja) « 錆喰いビスコ（９） », sur dengekibunko (consulté le 13 juillet 2023)

Sabikui Bisco Manga Partie 1
1. 1 2  (ja) « 錆喰いビスコ（１） », sur Square Enix (consulté le 27 février 2022)
2. 1 2  (ja) « 錆喰いビスコ（２） », sur Square Enix (consulté le 27 février 2022)
3. 1 2  (ja) « 錆喰いビスコ（３） », sur Square Enix (consulté le 27 février 2022)
4. 1 2  (ja) « 錆喰いビスコ（４） », sur Square Enix (consulté le 27 février 2022)

Sabikui Bisco Manga Partie 2
1. 1 2  (ja) « 錆喰いビスコ２　(１) », sur Square Enix (consulté le 27 février 2022)
2. 1 2  (ja) « 錆喰いビスコ２　(２) », sur Square Enix (consulté le 21 juillet 2022)
3. 1 2  (ja) « 錆喰いビスコ２　(３) », sur Square Enix (consulté le 10 février 2023)